# Tubarão-martelo-liso
O tubarão-martelo-liso (nome científico: Sphyrna zygaena), também conhecido popularmente como cambeba, cambeja, cambeva, campeva, tubarão-chapéu-armado, cornuda, cornudo, peixe-canga ou peixe-martelo, é uma espécie de peixe cartilagíneo da família dos esfirnídeos (Sphyrnidae), que é caracterizada por apresentarem a cabeça expandida lateralmente, com olhos e narinas situados nas suas extremidades (cefalofólio). Esta espécie pode ser distinguida das outras desta família através da curvatura anterior da sua cabeça, quando vista de cima, e da indentação mediana que apresenta. Ao contrário de outros tubarão-martelo, prefere águas temperadas e ocorre em todo o mundo em latitudes médias. No verão, migram em direção aos polos seguindo massas de água fria, às vezes formando cardumes de centenas a milhares.
O segundo maior tubarão-martelo depois do tubarão-martelo-panã, pode medir até cinco metros (16 pés) de comprimento. É um predador ativo que captura grande variedade de peixes ósseos e invertebrados, com indivíduos maiores também se alimentando de tubarões e raias. Como o resto de sua família, é vivíparo e dá à luz ninhadas de 20 a 40 filhotes. Por ser relativamente comum, é capturado, intencionalmente ou não, por muitas pescarias comerciais em toda a sua extensão; suas barbatanas são extremamente valiosas para uso na sopa de barbatanas de tubarão. É potencialmente perigoso e provavelmente foi responsável por alguns ataques a humanos, embora seja menos provável que encontre nadadores do que outras grandes espécies de tubarão-martelo devido ao seu habitat temperado.

## Etimologia
O nome vernáculo cação provavelmente foi construído com a aglutinação do verbo caçar e o sufixo -ão de agente. Foi registrado pela primeira vez no século XIII como caçon, e depois em 1376 como caçom e 1440 como caçõoes. Tubarão, por sua vez, tem origem obscura, mas pode derivar de alguma das línguas nativas do Caribe. Seu registro mais antigo ocorre em 1500, como tubaram, na Carta de Pero Vaz de Caminha, e então como tuberão, em 1721. Por fim, cambeva (e suas variantes campeva, cambeba ou cambeja) deriva do tupi a'kanga, "cabeça", e + pewa, "chato, plano, liso".

## Taxonomia e filogenia
O historiador e natural sueco Carlos Lineu, conhecido como o "pai da taxonomia", originalmente descreveu o tubarão-martelo-liso como Squalus zygaena na décima edição de 1758 do Systema Naturae, sem designar espécime-tipo. O nome foi posteriormente alterado para Sphyrna zygaena. O epíteto específico zygaena se origina da palavra grega zygòn, que significa "jugo", referindo-se ao formato de sua cabeça. O nome grego zýgaina já havia sido usado para o tubarão-martelo por Aristóteles no segundo livro de sua História dos Animais. Outros nomes comuns para esta espécie incluem tubarão-martelo-comum, tubarão-martelo-redondo ou simplesmente tubarão-martelo.
|  | Sphyrna mokarran |
|  |                  |
|  | Sphyrna zygaena  |
|  |                  |

|  | Sphyrna tudes |
|  |               |
|  | Sphyrna media |
|  |               |

|  | Sphyrna tiburo |
|  |                |
|  | Sphyrna corona |
|  |                |

|  | Sphyrna tudes |
|  |               |
|  | Sphyrna media |
|  |               |

|  | Sphyrna tiburo |
|  |                |
|  | Sphyrna corona |
|  |                |

|  | Sphyrna tudes |
|  |               |
|  | Sphyrna media |
|  |               |

|  | Sphyrna tiburo |
|  |                |
|  | Sphyrna corona |
|  |                |

|  | Sphyrna tudes |
|  |               |
|  | Sphyrna media |
|  |               |

|  | Sphyrna tiburo |
|  |                |
|  | Sphyrna corona |
|  |                |

|  | Sphyrna mokarran |
|  |                  |
|  | Sphyrna zygaena  |
|  |                  |

|  | Sphyrna tudes |
|  |               |
|  | Sphyrna media |
|  |               |

|  | Sphyrna tiburo |
|  |                |
|  | Sphyrna corona |
|  |                |

|  | Sphyrna tudes |
|  |               |
|  | Sphyrna media |
|  |               |

|  | Sphyrna tiburo |
|  |                |
|  | Sphyrna corona |
|  |                |

|  | Sphyrna tudes |
|  |               |
|  | Sphyrna media |
|  |               |

|  | Sphyrna tiburo |
|  |                |
|  | Sphyrna corona |
|  |                |

|  | Sphyrna tudes |
|  |               |
|  | Sphyrna media |
|  |               |

|  | Sphyrna tiburo |
|  |                |
|  | Sphyrna corona |
|  |                |

|  | Sphyrna mokarran |
|  |                  |
|  | Sphyrna zygaena  |
|  |                  |

|  | Sphyrna tudes |
|  |               |
|  | Sphyrna media |
|  |               |

|  | Sphyrna tiburo |
|  |                |
|  | Sphyrna corona |
|  |                |

|  | Sphyrna tudes |
|  |               |
|  | Sphyrna media |
|  |               |

|  | Sphyrna tiburo |
|  |                |
|  | Sphyrna corona |
|  |                |

|  | Sphyrna tudes |
|  |               |
|  | Sphyrna media |
|  |               |

|  | Sphyrna tiburo |
|  |                |
|  | Sphyrna corona |
|  |                |

|  | Sphyrna tudes |
|  |               |
|  | Sphyrna media |
|  |               |

|  | Sphyrna tiburo |
|  |                |
|  | Sphyrna corona |
|  |                |

|  | Sphyrna mokarran |
|  |                  |
|  | Sphyrna zygaena  |
|  |                  |

|  | Sphyrna tudes |
|  |               |
|  | Sphyrna media |
|  |               |

|  | Sphyrna tiburo |
|  |                |
|  | Sphyrna corona |
|  |                |

|  | Sphyrna tudes |
|  |               |
|  | Sphyrna media |
|  |               |

|  | Sphyrna tiburo |
|  |                |
|  | Sphyrna corona |
|  |                |

|  | Sphyrna tudes |
|  |               |
|  | Sphyrna media |
|  |               |

|  | Sphyrna tiburo |
|  |                |
|  | Sphyrna corona |
|  |                |

|  | Sphyrna tudes |
|  |               |
|  | Sphyrna media |
|  |               |

|  | Sphyrna tiburo |
|  |                |
|  | Sphyrna corona |
|  |                |

|  | Sphyrna mokarran |
|  |                  |
|  | Sphyrna zygaena  |
|  |                  |

|  | Sphyrna tudes |
|  |               |
|  | Sphyrna media |
|  |               |

|  | Sphyrna tiburo |
|  |                |
|  | Sphyrna corona |
|  |                |

|  | Sphyrna tudes |
|  |               |
|  | Sphyrna media |
|  |               |

|  | Sphyrna tiburo |
|  |                |
|  | Sphyrna corona |
|  |                |

|  | Sphyrna tudes |
|  |               |
|  | Sphyrna media |
|  |               |

|  | Sphyrna tiburo |
|  |                |
|  | Sphyrna corona |
|  |                |

|  | Sphyrna tudes |
|  |               |
|  | Sphyrna media |
|  |               |

|  | Sphyrna tiburo |
|  |                |
|  | Sphyrna corona |
|  |                |

|  | Sphyrna mokarran |
|  |                  |
|  | Sphyrna zygaena  |
|  |                  |

|  | Sphyrna tudes |
|  |               |
|  | Sphyrna media |
|  |               |

|  | Sphyrna tiburo |
|  |                |
|  | Sphyrna corona |
|  |                |

|  | Sphyrna tudes |
|  |               |
|  | Sphyrna media |
|  |               |

|  | Sphyrna tiburo |
|  |                |
|  | Sphyrna corona |
|  |                |

|  | Sphyrna tudes |
|  |               |
|  | Sphyrna media |
|  |               |

|  | Sphyrna tiburo |
|  |                |
|  | Sphyrna corona |
|  |                |

|  | Sphyrna tudes |
|  |               |
|  | Sphyrna media |
|  |               |

|  | Sphyrna tiburo |
|  |                |
|  | Sphyrna corona |
|  |                |

|  | Sphyrna mokarran |
|  |                  |
|  | Sphyrna zygaena  |
|  |                  |

|  | Sphyrna tudes |
|  |               |
|  | Sphyrna media |
|  |               |

|  | Sphyrna tiburo |
|  |                |
|  | Sphyrna corona |
|  |                |

|  | Sphyrna tudes |
|  |               |
|  | Sphyrna media |
|  |               |

|  | Sphyrna tiburo |
|  |                |
|  | Sphyrna corona |
|  |                |

|  | Sphyrna tudes |
|  |               |
|  | Sphyrna media |
|  |               |

|  | Sphyrna tiburo |
|  |                |
|  | Sphyrna corona |
|  |                |

|  | Sphyrna tudes |
|  |               |
|  | Sphyrna media |
|  |               |

|  | Sphyrna tiburo |
|  |                |
|  | Sphyrna corona |
|  |                |

|  | Sphyrna mokarran |
|  |                  |
|  | Sphyrna zygaena  |
|  |                  |

|  | Sphyrna tudes |
|  |               |
|  | Sphyrna media |
|  |               |

|  | Sphyrna tiburo |
|  |                |
|  | Sphyrna corona |
|  |                |

|  | Sphyrna tudes |
|  |               |
|  | Sphyrna media |
|  |               |

|  | Sphyrna tiburo |
|  |                |
|  | Sphyrna corona |
|  |                |

|  | Sphyrna tudes |
|  |               |
|  | Sphyrna media |
|  |               |

|  | Sphyrna tiburo |
|  |                |
|  | Sphyrna corona |
|  |                |

|  | Sphyrna tudes |
|  |               |
|  | Sphyrna media |
|  |               |

|  | Sphyrna tiburo |
|  |                |
|  | Sphyrna corona |
|  |                |

Estudos baseados na morfologia geralmente consideram o tubarão-martelo-liso como um dos membros mais derivados de sua família, agrupado com o tubarão-martelo-recortado (S. lewini) e o tubarão-martelo-panã (S. mokarran). As análises filogenéticas baseadas no DNA nuclear e mitocondrial concluíram de forma diferente: enquanto o tubarão-martelo-panã e o tubarão-martelo-liso estão intimamente relacionados, não estão tão intimamente relacionados com o tubarão-martelo-recortado quanto as outras espécies do gênero Sphyrna. Além disso, o tubarão-martelo-liso está entre as espécies de tubarão-martelo mais basais, indicando que os primeiros tubarão-martelo a evoluir tinham grandes cefalofólios.

## Descrição
O segundo maior tubarão-martelo ao lado do tubarão-martelo-panã, o tubarão-martelo-liso normalmente mede 2,5–3,5 metros (8,2–11,5 pés) de comprimento, com comprimento e peso máximos registrados de cinco metros (16 pés) e 400 quilos (880 libras), respectivamente. Difere de outros tubarões-martelo na forma de seu cefalofólio, que tem margem frontal curvada sem recuo no centro. O cefalofólio é largo, mas curto, medindo 26-29% do comprimento do corpo. As narinas estão localizadas perto das extremidades do cefalofólio, com longos sulcos correndo em direção ao centro. Existem 26 a 32 fileiras de dentes no maxilar superior e 25 a 30 fileiras de dentes no maxilar inferior. Cada dente tem formato triangular, com bordas lisas a levemente serrilhadas.
O corpo é aerodinâmico, sem crista dorsal entre as duas barbatanas dorsais. A primeira barbatana dorsal é moderadamente alta e de forma falcada (semelhante a uma foice), com ponta arredondada. As barbatanas peitorais e pélvicas não são falcadas, tendo margens traseiras quase retas. A barbatana anal é maior do que a segunda barbatana dorsal, com longa ponta traseira livre e um entalhe forte na margem traseira. Os dentículos dérmicos são densamente compactados, cada um com 5-7 cristas horizontais (três em juvenis) levando a uma margem posterior em forma de W. O dorso é cinza acastanhado escuro a verde-oliva, em contraste com o marrom simples da maioria dos outros tubarões-martelo, tornando-se mais claro nos flancos. A barriga é branca e, às vezes, as barbatanas peitorais têm bordas escuras por baixo.

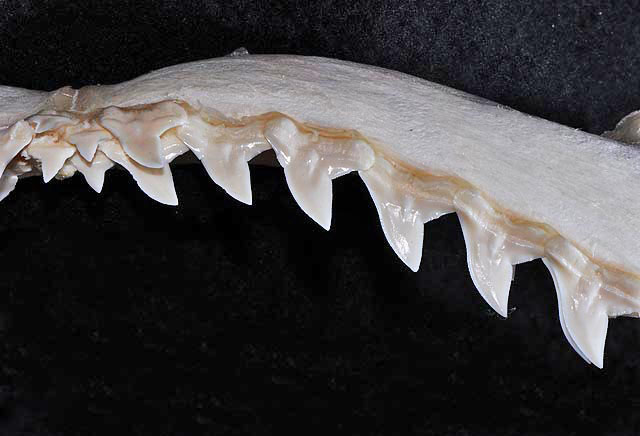
Dentes superiores
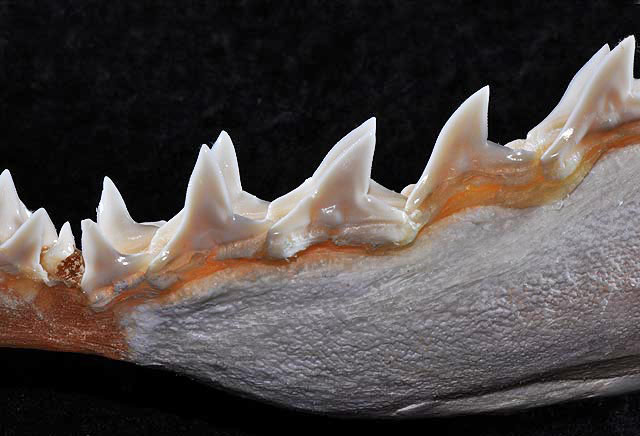
Dentes inferiores
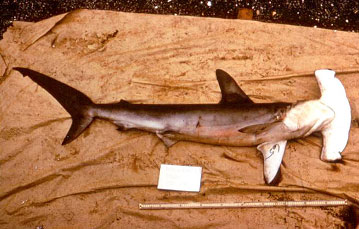

### Teorias sobre a forma da cabeça
Existem diferentes teorias para explicar a evolução da cabeça do tubarão-martelo:

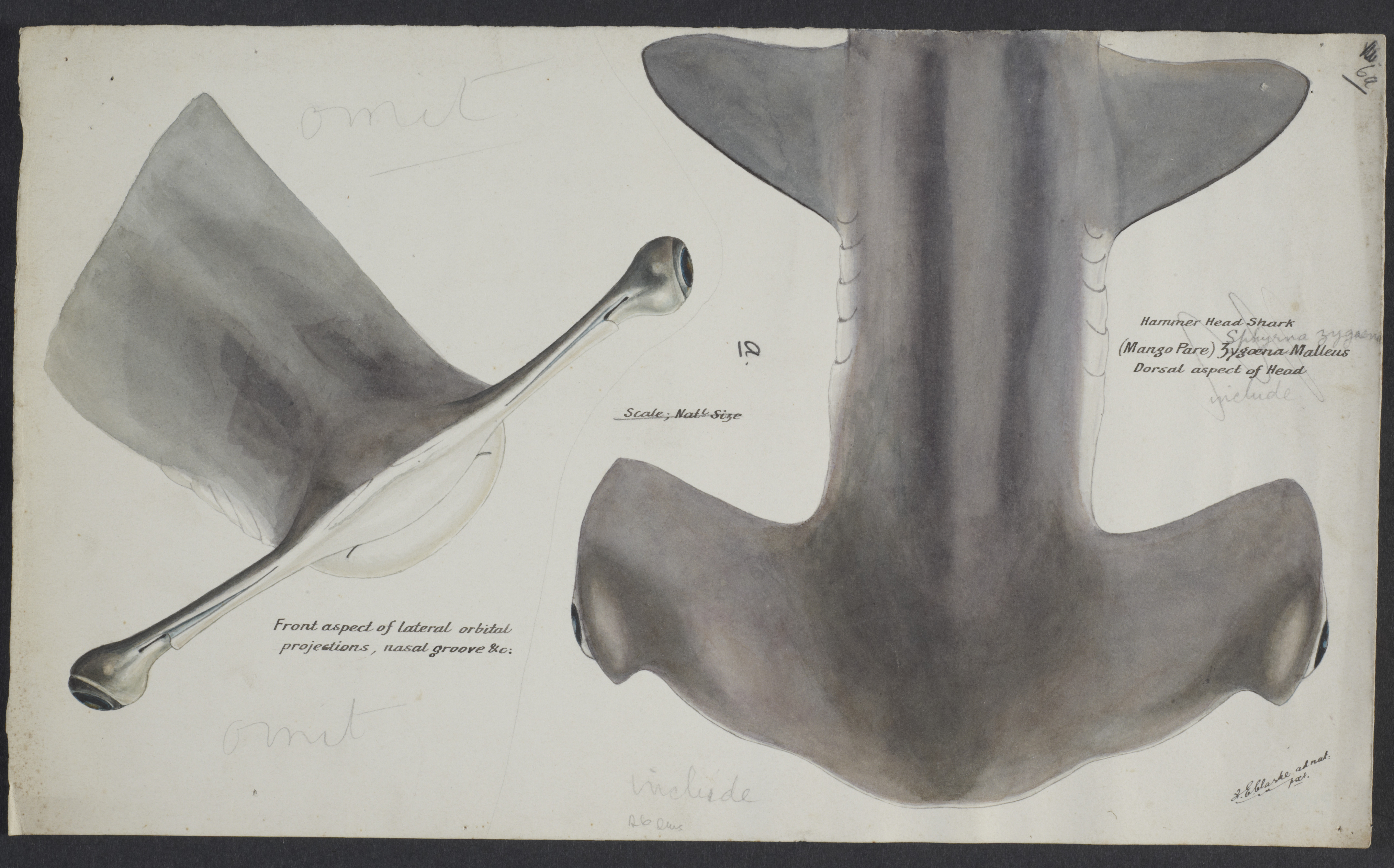
Formato da cabeça do tubarão-martelo-liso

1. Hipótese da eletrorrecepção aprimorada – o tubarão-martelo possui mais ampolas de Lorenzini que outros grupos de tubarões, estando estes espalhados pela sua ampla cabeça. Supõem-se que a cabeça mais larga e plana permite a estes tubarões terem os poros eletrorreceptores mais espaçados de modo a poderem procurar e detectar alimento em maiores áreas.[15]
2. Melhor visão - Uma vez que os olhos se encontram posicionados nas extremidades da cabeça, estes tubarões conseguem ver melhor do que os outros grupos de tubarões. Isto porque possuem uma sobreposição mais ampla na visão binocular.[15]
3. Redução da necessidade de natação – esta hipótese refere a habilidade da cabeça para melhorar o movimento do tubarão, fornecendo um levantamento hidrodinâmico, reduzindo assim a necessidade de natação. Para além disto, os tubarões martelo possuem mais músculo na zona da cabeça e coluna vertebral que resulta numa maior flexibilidade e habilidade para moverem a sua cabeça.[15]

## Distribuição e habitat

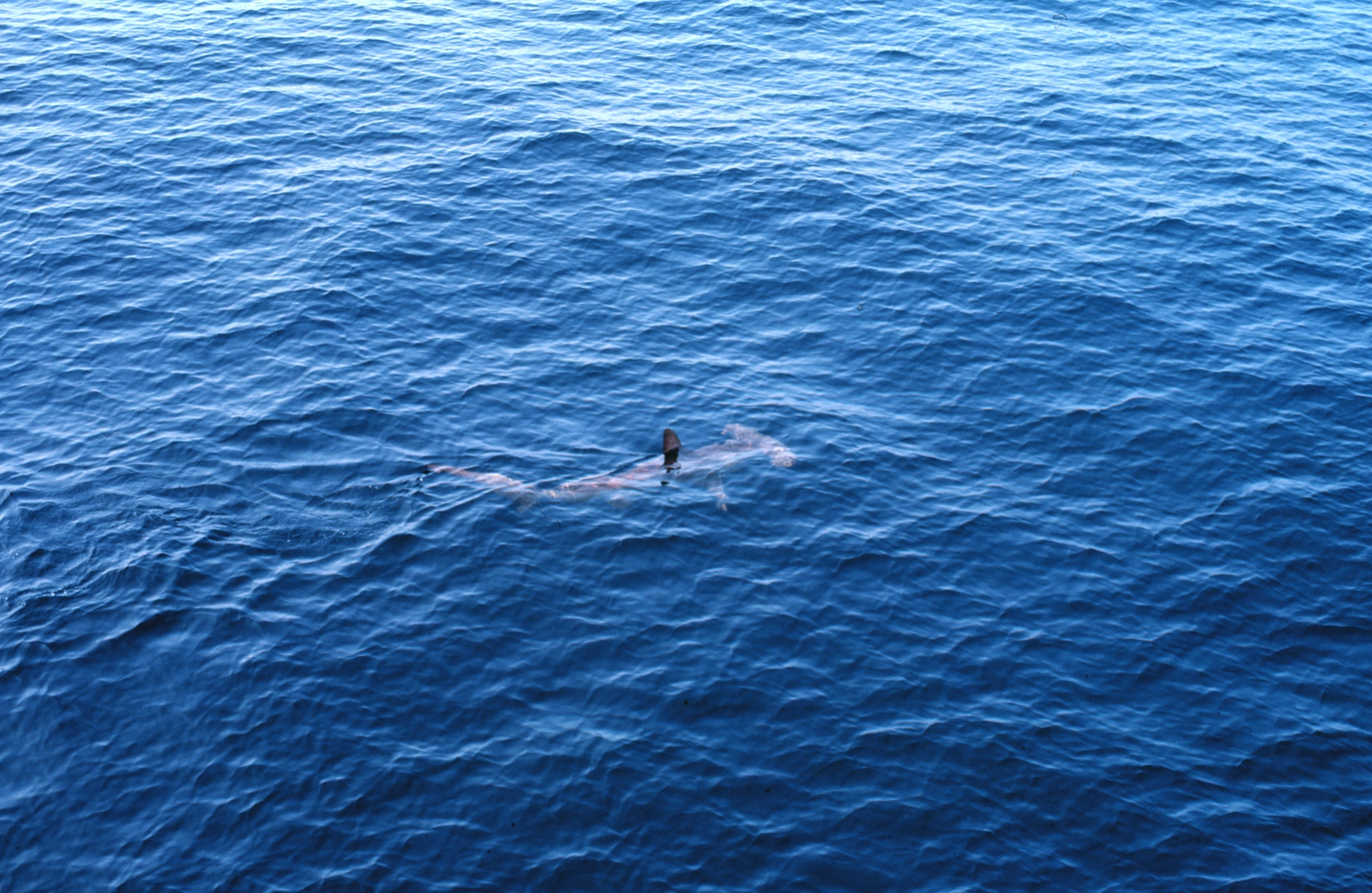
Espécime migrando sozinho na beira d'água com sua barbatana exposta

Dos tubarões-martelo, o tubarão-martelo-liso é a espécie mais tolerante à água temperada e ocorre em todo o mundo em latitudes mais altas do que qualquer outra espécie. No Atlântico, ocorre da Nova Escócia às Ilhas Virgens e do Brasil ao sul da Argentina, a oeste, e das Ilhas Britânicas à Costa do Marfim, incluindo o Mar Mediterrâneo, a leste. No norte da Europa, existem apenas sete registros confirmados das Ilhas Britânicas, todos menos um (em Banffshire) da parte sul do arquipélago e todos menos dois (em 2004 e 2019) de mais de 100 anos atrás. A alegação frequentemente repetida de uma captura de 1937 no Categate (Dinamarca) é incorreta, pois uma foto do incidente revelou que era um tubarão-peregrino (Cetorhinus maximus), embora tenha havido uma observação confirmada de um tubarão-martelo no Mar do Norte ao largo da Jutlândia em 2003, que provavelmente era um tubarão-martelo-liso. No Oceano Índico, é encontrado na África do Sul, Índia e Seri Lanca. No Pacífico Ocidental, ocorre desde o golfo de Tonquim até o sul do Japão e o Extremo Oriente da Rússia, além da Austrália e da Nova Zelândia. No Pacífico Central e Oriental, ocorre nas ilhas havaianas, Califórnia, Panamá, ilhas Galápagos, Equador e Chile. Esta espécie é geralmente considerada anfitemperada (ausente dos trópicos) em distribuição, embora existam relatos raros de águas tropicais, como no golfo de Manar, na Índia, e no sul de Moçambique. Sua presença nos trópicos é difícil de determinar devido à confusão com outras espécies de tubarão-martelo. Embora geralmente prefira regiões temperadas subtropicais e quentes, um estudo de capturas no Atlântico Ocidental e no Golfo do México, nos Estados Unidos, registrou tubarões-martelo-lisos em temperaturas de água variando de 7,5 a 27,5 °C (45,5–81,5 °F).
Comparado com o tubarão-martelo-recortado e tubarão-martelo-panã, o tubarão-martelo-liso fica mais próximo da superfície, em águas com menos de vinte metros (66 pés) de profundidade. No entanto, foi registrado mergulhando a uma profundidade de 200 metros (660 pés). Prefere águas costeiras, como baías e estuários, mas às vezes é encontrado em mar aberto sobre a plataforma continental e em torno de ilhas oceânicas. Também foi relatado entrando em habitats de água doce, como o Indian River, na Flórida. No verão, os tubarões-martelo-lisos migram em direção aos polos para permanecer em águas mais frias, voltando ao equador no inverno. Durante essas migrações, os jovens frequentemente formam grandes cardumes, enquanto os adultos geralmente ocorrem isoladamente ou em pequenos grupos. No entanto, e ao contrário de outros tubarões-martelo, o tubarão-martelo-liso é tipicamente um animal solitário. Os indivíduos mais jovens são avistados normalmente junto à costa enquanto que os mais velhos são encontrados em oceano aberto. Os fósseis desta espécie são conhecidos desde o Mioceno Inferior e foram registados em Portugal e no sul da França (Mioceno) e no Japão (Pleistoceno Inferior).

## Biologia e ecologia
Tubarões-martelo-lisos adultos são solitárias ou formam pequenos grupos. Podem se reunir em grande número durante suas migrações anuais; cardumes de mais de cem juvenis com menos de 1,5 metros (4,9 pés) de comprimento foram observados ao largo do Cabo Oriental da África do Sul, e milhares de cardumes foram relatados ao largo da Califórnia. Durante o verão quente, podem ser vistos nadando logo abaixo da superfície com suas barbatanas dorsais expostas. Os jovens são predados por tubarões maiores, como o tubarão-negro (Carcharhinus obscurus); adultos foram observados sendo consumidos por orcas (Orcinus orca) na costa da Nova Zelândia. Os parasitas conhecidos do tubarão-martelo-liso incluem os nematoides Parascarophis sphyrnae e Contracaecum spp.
O tubarão-martelo-liso é um predador de natação ativa que se alimenta de peixes ósseos, raias, tubarões (incluindo de sua própria espécie), cefalópodes e, em menor grau, crustáceos como camarões, caranguejos e cracas. Facilmente se alimentam de linhas de pesca. Em algumas áreas, as arraias são a presa favorita e constituem a maior parte de sua dieta. As farpas venenosas das arraias são frequentemente encontradas alojadas dentro e ao redor da boca desses tubarões; um espécime examinado continha 95 desses espinhos. No norte da Europa, o tubarão-martelo se alimenta de arenque (Clupea) e robalo (Dicentrarchus labrax), enquanto na América do Norte se alimenta de cavala (Scomberomorus maculatus) e sável. Ao largo da África do Sul, os tubarões-martelo-lisos alimentam-se de lulas como Loligo vulgaris e pequenos cardumes de peixes como a sardinha sobre os recifes de coral profundos na borda da plataforma continental, com indivíduos com mais de dois metros (6,6 pés) de comprimento capturando número crescente de tubarões menores e raias. Ao largo da Austrália, as lulas são as presas mais importantes, seguidas pelos peixes ósseos. Embora definitivamente raro, há observações de tubarões-martelo tentando predar golfinhos.
Como outros tubarões-martelo, o tubarão-martelo-liso é vivíparo: uma vez que os filhotes esgotam seu suprimento de vitelo, o saco vitelino vazio é convertido numa conexão placentária através da qual a mãe fornece nutrição. As fêmeas dão à luz ninhadas relativamente grandes de 20 a 50 filhotes após um período de gestação de 10 a 11 meses. O parto ocorre em viveiros costeiros rasos, como Bulls Bay, na Carolina do Norte. Os filhotes medem 50–61 centímetros (20–24 polegadas) de comprimento ao nascerem; as fêmeas atingem a maturidade com 2,7 metros (8,9 pés) de comprimento e os machos com 2,1–2,5 metros (6,9–8,2 pés) de comprimento, dependendo da localidade. Ao largo da África do Sul, fêmeas recém-copuladas foram capturadas em fevereiro e fêmeas com embriões a termo em novembro; na costa leste da Austrália, o parto ocorre entre janeiro e março, com a ovulação ocorrendo na mesma época. Acredita-se que esse tubarão viva 20 anos ou mais.

## Interação com os seres humanos

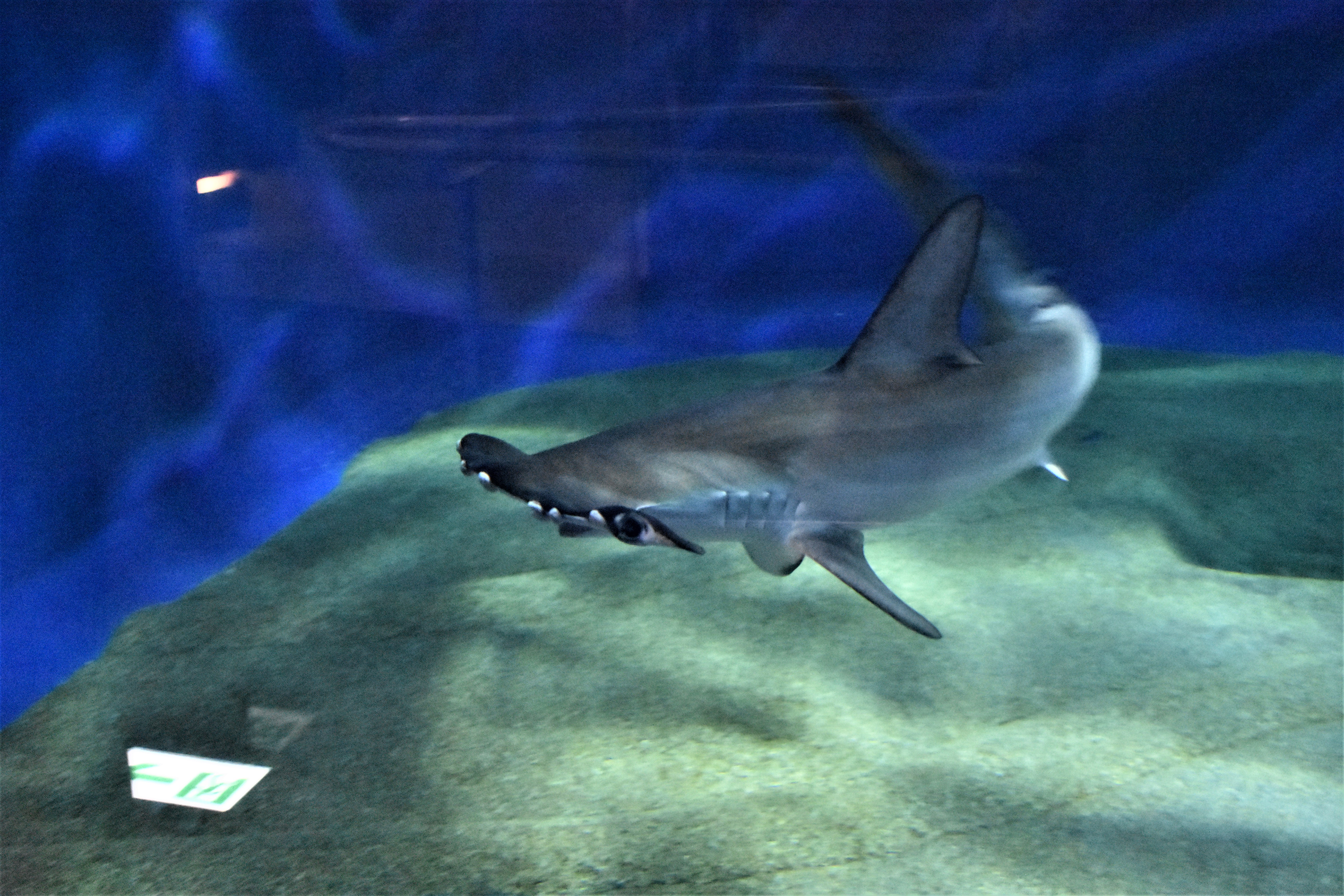
Espécime em cativeiro

O tubarão-martelo-liso é potencialmente perigoso aos humanos. A partir de 2008, o Arquivo Internacional de Ataques de Tubarão lista 34 ataques atribuíveis a tubarões-martelo-panã, 17 deles não provocados (um fatal). No entanto, devido à ocorrência do tubarão-martelo-liso em regiões temperadas onde as pessoas têm menos probabilidade de entrar na água, provavelmente foi responsável por uma minoria desses ataques. Ao largo do sul da Califórnia, foi relatado que esta espécie rouba peixes de pescadores esportivos e mergulhadores.
Os tubarões-martelo-lisos são capturados pela pesca comercial em todo o mundo, incluindo os Estados Unidos (costas leste e oeste), Brasil, Espanha, Taiuã, Filipinas, sudoeste da Austrália e oeste da África, principalmente usando redes de emalhar e palangres. As capturas de pesca de tubarão-martelo-liso são difíceis de quantificar devido a uma frequente falta de distinção entre eles e outros grandes tubarão-martelo. A carne é vendida fresca, seca e salgada ou defumada, embora na maioria dos mercados seja considerada indesejável e haja relatos de envenenamento. Muito mais valiosas são as barbatanas, que têm a classificação mais alta para uso na sopa de barbatanas de tubarão e muitas vezes levam os tubarões capturados a serem desbarbatanados no mar. Além disso, o óleo de fígado é usado para vitaminas, a pele para couro e as miudezas para farinha de peixe. Este tubarão também é usado na medicina chinesa. Os Açores são uma importante área de recria desta espécie no Atlântico NE. É uma espécie relativamente comum, especialmente durante os meses de verão onde as fêmeas se aproximam da costa entrando inclusive em baías. Há registos na Praia da Vitória (Ilha Terceira) onde vão parir, não sendo alvo de nenhuma pescaria dirigida. A sua carne também é moderadamente apreciada na região. O comércio de dentes, arcadas dentárias e cabeças secas como artigos decorativos é localmente importante.
Muitas outras pescarias de todos os oceanos também capturam tubarões-martelo-lisos como espécie acessória, maioritariamente na atividade à captura do espadarte (Xiphias gladius) e atuns (Thunnus spp.), e são capturados em certa quantidade por pescadores recreativos. Também são mortos por emaranhamento em redes de tubarões usadas para proteger as praias. Menos de 10 tubarões-martelo-lisos foram capturados anualmente nas redes de Cuazulo-Natal, África do Sul, de 1978 a 1990. Em contraste, nas redes de Nova Gales do Sul, na Austrália, representaram 50% dos 4 715 tubarões capturados de 1972 a 1990. No momento, esta espécie permanece relativamente comum e foi avaliada como "Vulnerável (VU)" pela União Internacional para a Conservação da Natureza (UICN / IUCN). Ao largo da Nova Zelândia, é uma espécie-alvo proibida e é o tubarão mais abundante ao longo da costa noroeste. Em junho de 2018, o Departamento de Conservação da Nova Zelândia o classificou como "Não Ameaçado" com o qualificador "Seguro no Exterior" sob o Sistema de Classificação de Ameaças da Nova Zelândia. Também não parece ter sido impactado negativamente pela pesca no sul da Austrália. Ao largo do leste dos Estados Unidos, as capturas desta espécie são reguladas pelo Plano de Gestão da Pesca do Tubarão do Atlântico (FMP) do Serviço Nacional de Pesca Marinha (NMFS), sob o qual é classificado como Grande Tubarão Costeiro (LCS). Em 2010, a Comissão Internacional para a Conservação do Atum Atlântico (ICCAT) implementou medidas de gestão que proíbem a retenção e comercialização do tubarão-martelo-liso, declarando ainda a necessidade de aprofundar o conhecimento científico sobre a espécie. Em 2013, o tubarão-martelo-liso e outros grandes elasmobrânquios foram adicionados ao Apêndice II da Convenção sobre o Comércio Internacional das Espécies Silvestres Ameaçadas de Extinção (CITES), o que significa que o comércio internacional (incluindo peças e derivados) é regulado pelo sistema de licenciamento CITES.
No Brasil, em especial, a espécie consta em várias listas de conservação: em 2007, foi classificado como vulnerável na Lista de espécies de flora e fauna ameaçadas de extinção do Estado do Pará; em 2011, como em perigo na Lista das Espécies da Fauna Ameaçada de Extinção em Santa Catarina; em 2014, como em perigo na Lista das Espécies da Fauna Ameaçadas de Extinção no Rio Grande do Sul em 2017, como criticamente em perigo na Lista Oficial das Espécies da Fauna Ameaçadas de Extinção do Estado da Bahia; em 2018, como criticamente em perigo no Livro Vermelho da Fauna Brasileira Ameaçada de Extinção do Instituto Chico Mendes de Conservação da Biodiversidade (ICMBio); e como criticamente em perigo no anexo três (peixes) da Lista Oficial da Fauna Brasileira Ameaçada de Extinção da Portaria MMA Nº 148, de 7 de junho de 2022